# هیوندای الانترا
هیوندای الانترا (به انگلیسی: Hyundai Elantra) که با نام هیوندای آوانته (به کره‌ای: 현대 아반떼) نیز شناخته می‌شود، یک خودروی کامپکت که از سال ۱۹۹۰ توسط هیوندای کره جنوبی تولید می‌شود. الانترا در ابتدا در استرالیا و برخی بازارهای اروپایی با نام لانترا به بازار عرضه شد. در استرالیا، این به دلیل تشابه نام با میتسوبیشی مگنا الانته بود؛ به‌طور مشابه، در بازارهای دیگر، نام آوانته به دلیل شباهت آن با نام «آوانت» آئودی، که برای خط مدل‌های استیشن واگن آنها استفاده می‌شود، استفاده نمی‌شود. نام «الانترا» برای این خودرو از سال ۲۰۰۱ در سراسر جهان استاندارد شد (به جز در کره جنوبی، سنگاپور و روسیه).

## هیوندای آوانته ایکس‌دی
یک مدل کاملاً جدید (با نام رمز XD) در سال ۲۰۰۰ عرضه شد. نسخه استیشن واگن به نفع لیفت‌بک پنج در کنار گذاشته شد. از سال ۲۰۰۱، همه مدل‌های آمریکایی با کیسه هوای استاندارد راننده و سرنشین جلو، تهویه مطبوع، قفل برقی، شیشه‌های برقی و فرمان برقی عرضه شدند. این موجودی‌ها و تعمیرات فروشنده را ساده کرد و همچنین به دنبال بهبود تصویر از «ارزش» خودروهای هیوندای بود. در سال ۲۰۰۴، همه مدل‌ها به‌روزرسانی شدند (نام رمز XD2). این فیس‌لیفت چراغ‌های جلو و عقب جدید، جلوپنجره جدید، سپرهای جلو و عقب به‌روز شده با جلوپنجره زیرین تقسیم‌شده، کاپوت و در صندوق بازطراحی‌شده و داشبورد بازطراحی‌شده‌ای که عملکرد بیشتری را اضافه می‌کند را به همراه داشت.
هیوندای آوانته، نسل سوم هیوندای الانترا با کد اتاق XD است که در سال ۲۰۰۱ وارد بازار جهانی شد و در سال ۲۰۰۳ فیس لیفت شد. آوانته در زمان مونتاژش در ایران، خودرویی لوکس به‌شمار می‌رفت و به دلیل کم استهلاک بودن و کیفیت سواری بالا، به خودرویی محبوب تبدیل شد. آوانته، با موتور ۲ لیتری اتمسفر (تنفس طبیعی) و گیربکس ۴ دنده اتوماتیک و ۵ دنده دستی در ایران عرضه شد. امکانات رفاهی آوانته را می‌توان محدود به آینه‌های برقی، شیشه بالابر برقی و چراغ مه‌شکن عقب و جلو دانست و حتی امکانات ساده ای مثل گرمکن آینه‌های جانبی و تهویه اتوماتیک در لیست تجهیزات این خودرو یافت نمی‌شوند. مدل مونتاژی توسط ایران بین سال‌های ۲۰۰۳ تا ۲۰۰۶ روی خط تولید سایت کره قرار داشت و از سال ۸۴ تا ۹۱ توسط شرکت خودروسازان راین و تحت لیسانس هیوندای مونتاژ می‌شد.

### نمای خارجی
هیوندای آوانته طراحی ساده و بی‌آلایشی دارد و به همین دلیل در ابتدای معرفی خیلی مورد پسند جوانان قرار نگرفت. چراغ‌های جلو نسبتاً بزرگ و اسپرت طراحی شده‌اند اما ترکیب آنها با جلوپنجره کوچک و خطوط ساده بدنه جلوه‌ای معمولی به خودرو بخشیده است و در نتیجه برخلاف نسل‌های بعدی الانترا که ظاهری کاملاً تهاجمی و جوان‌پسندانه داشتند، این یکی جلب توجه کمتری می‌نماید.

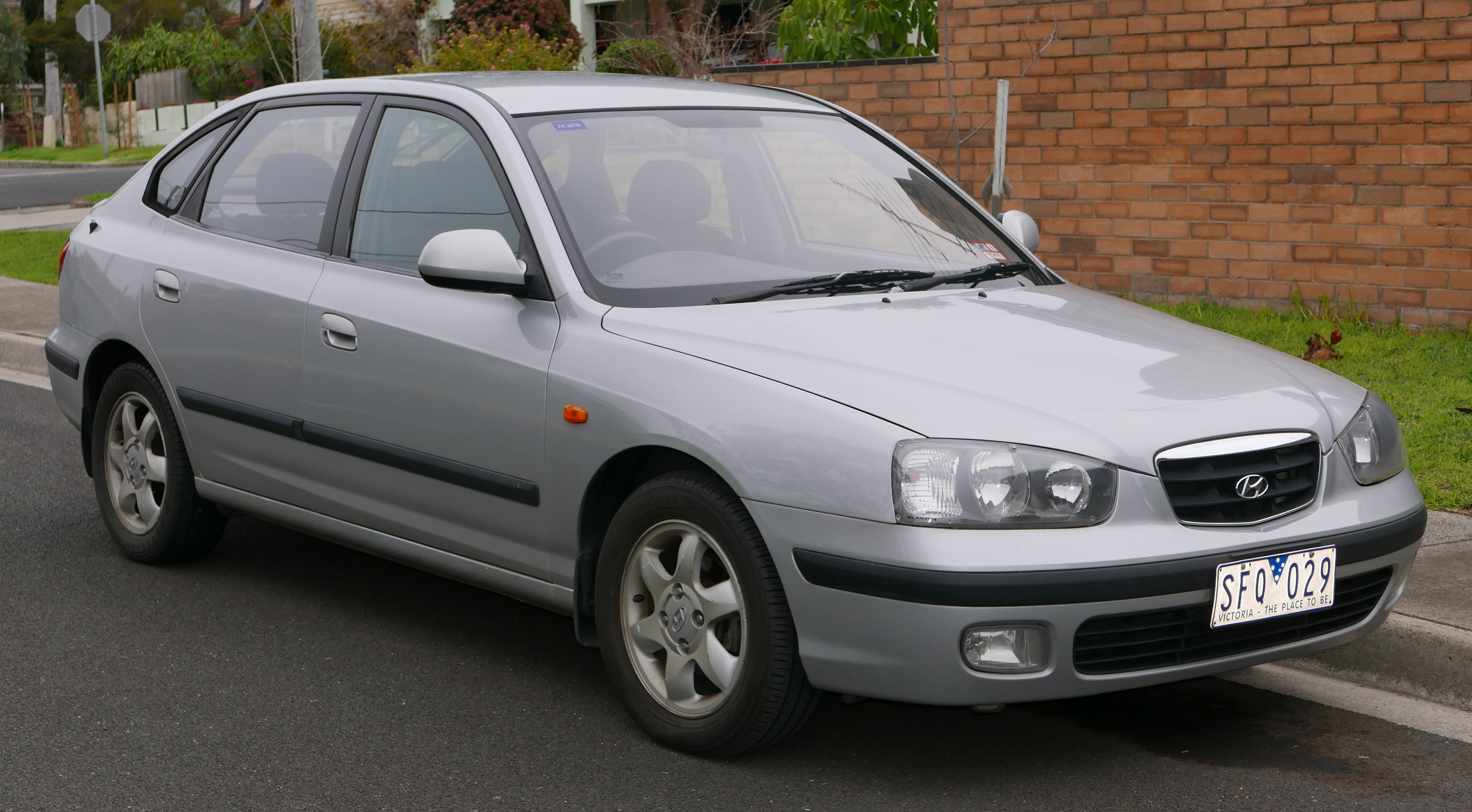
هاچ‌بک (پیش از فیس‌لیفت)
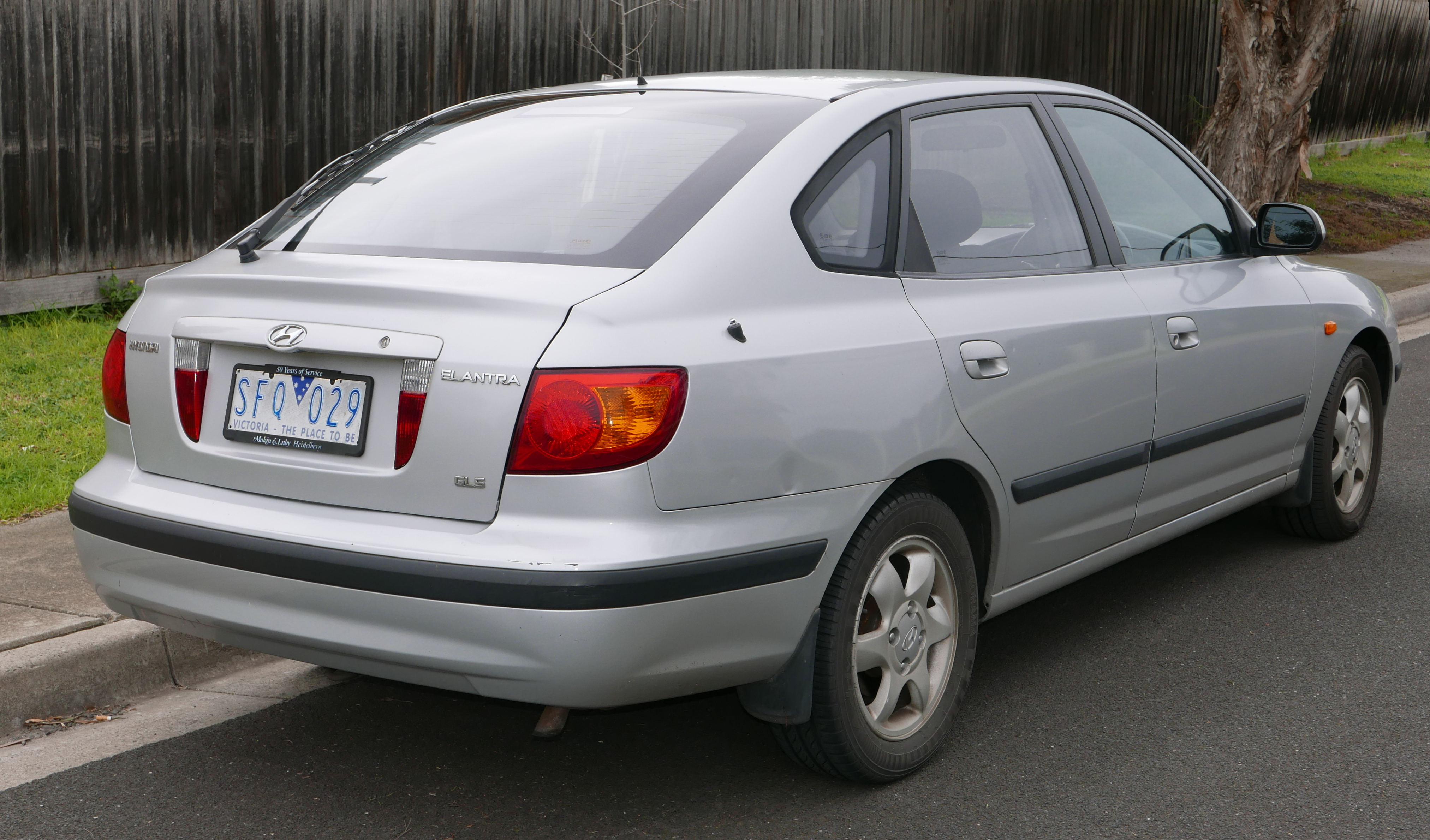
هاچ‌بک (پیش از فیس‌لیفت)
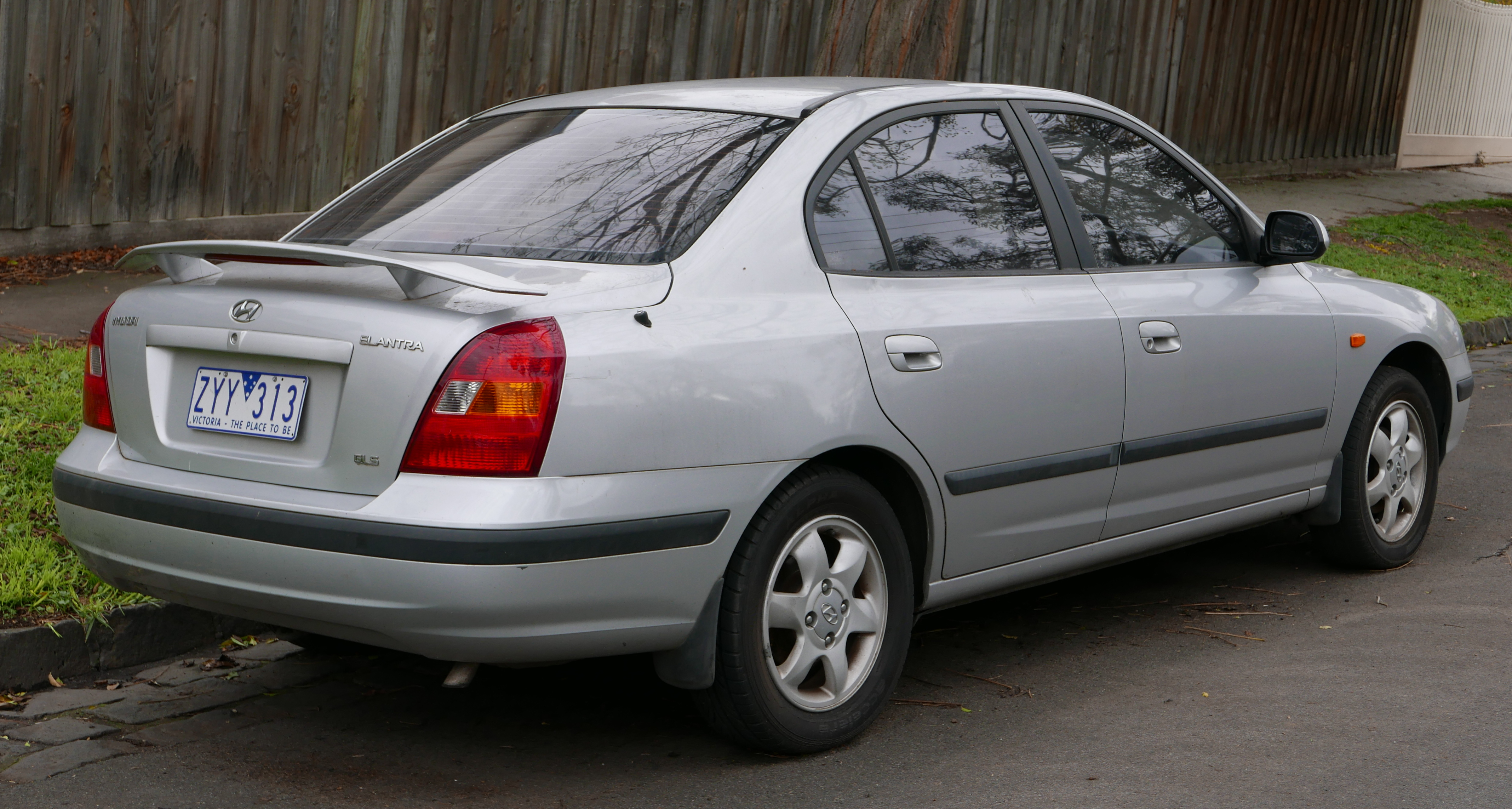
سدان (پیش از فیس‌لیفت)
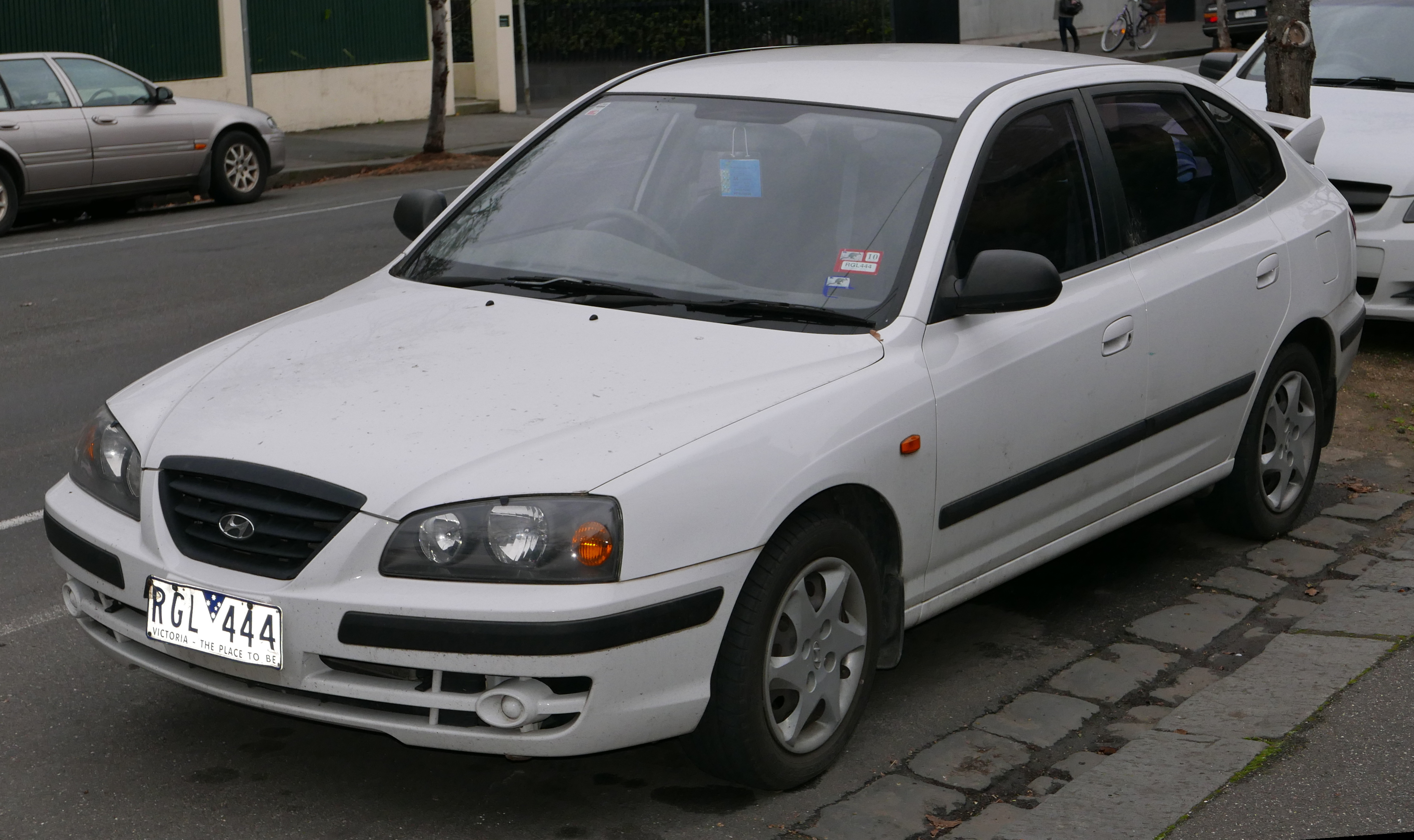
هاچ‌بک (فیس‌لیفت)
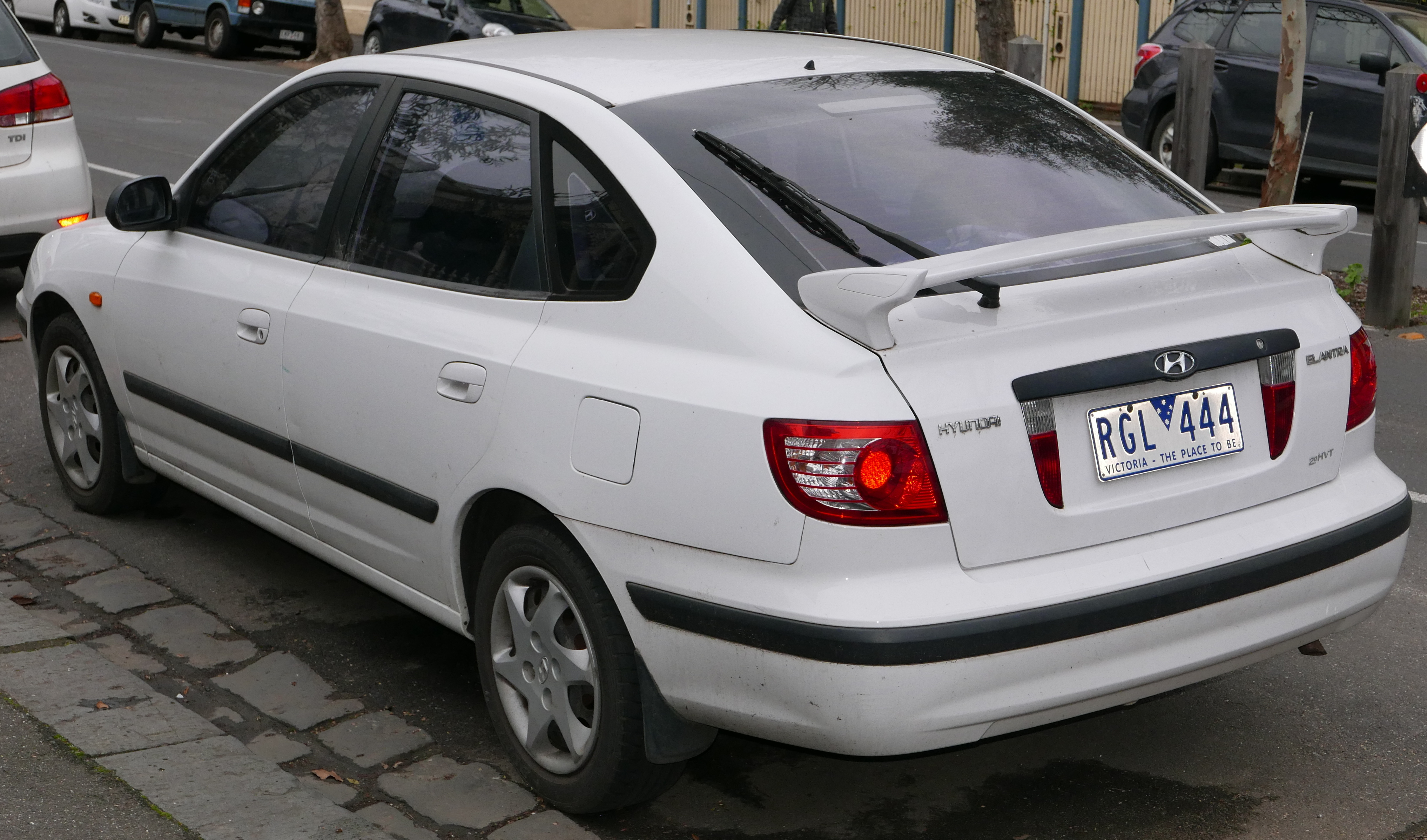
هاچ‌بک (فیس‌لیفت)
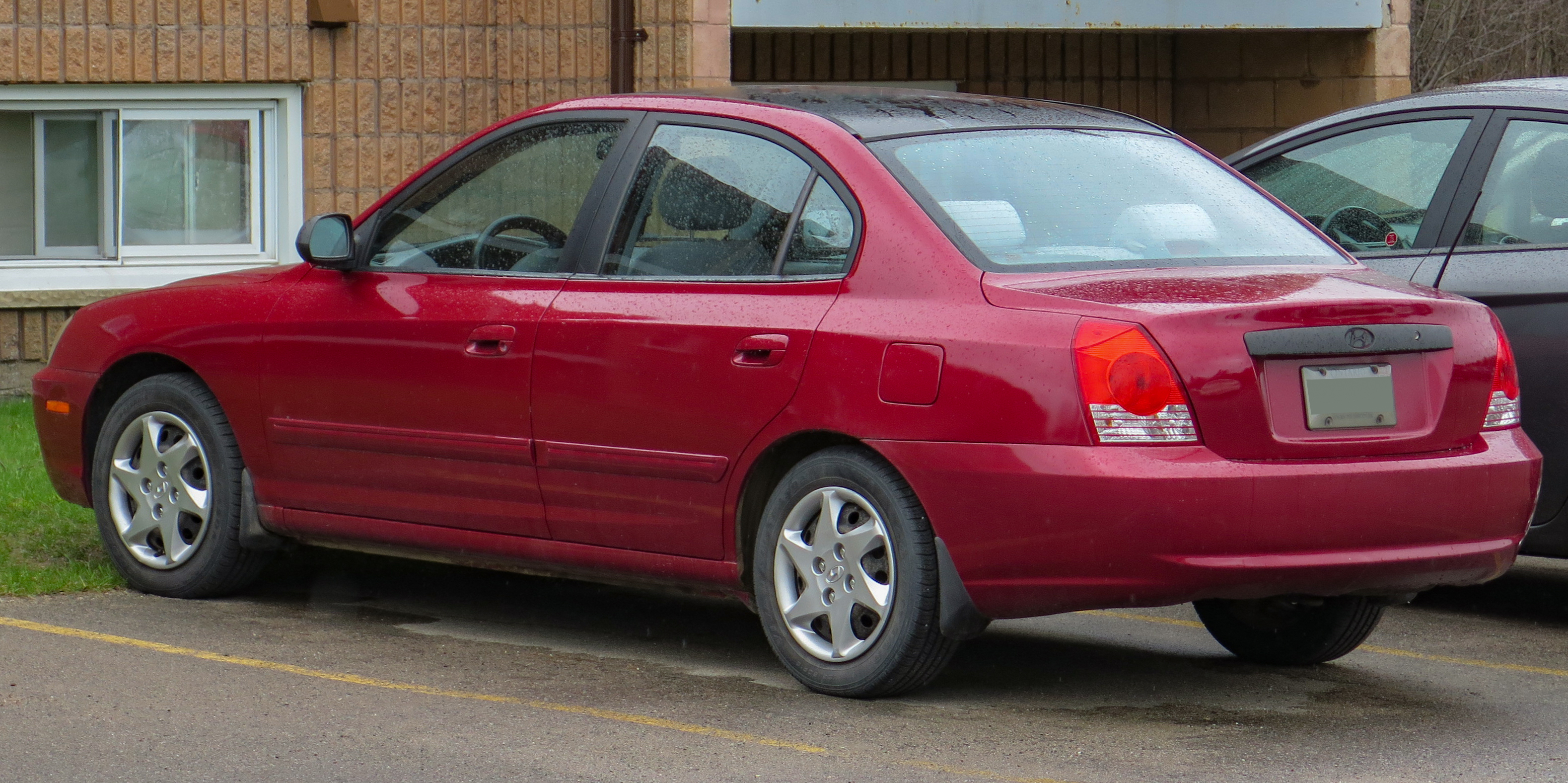
سدان (فیس‌لیفت)
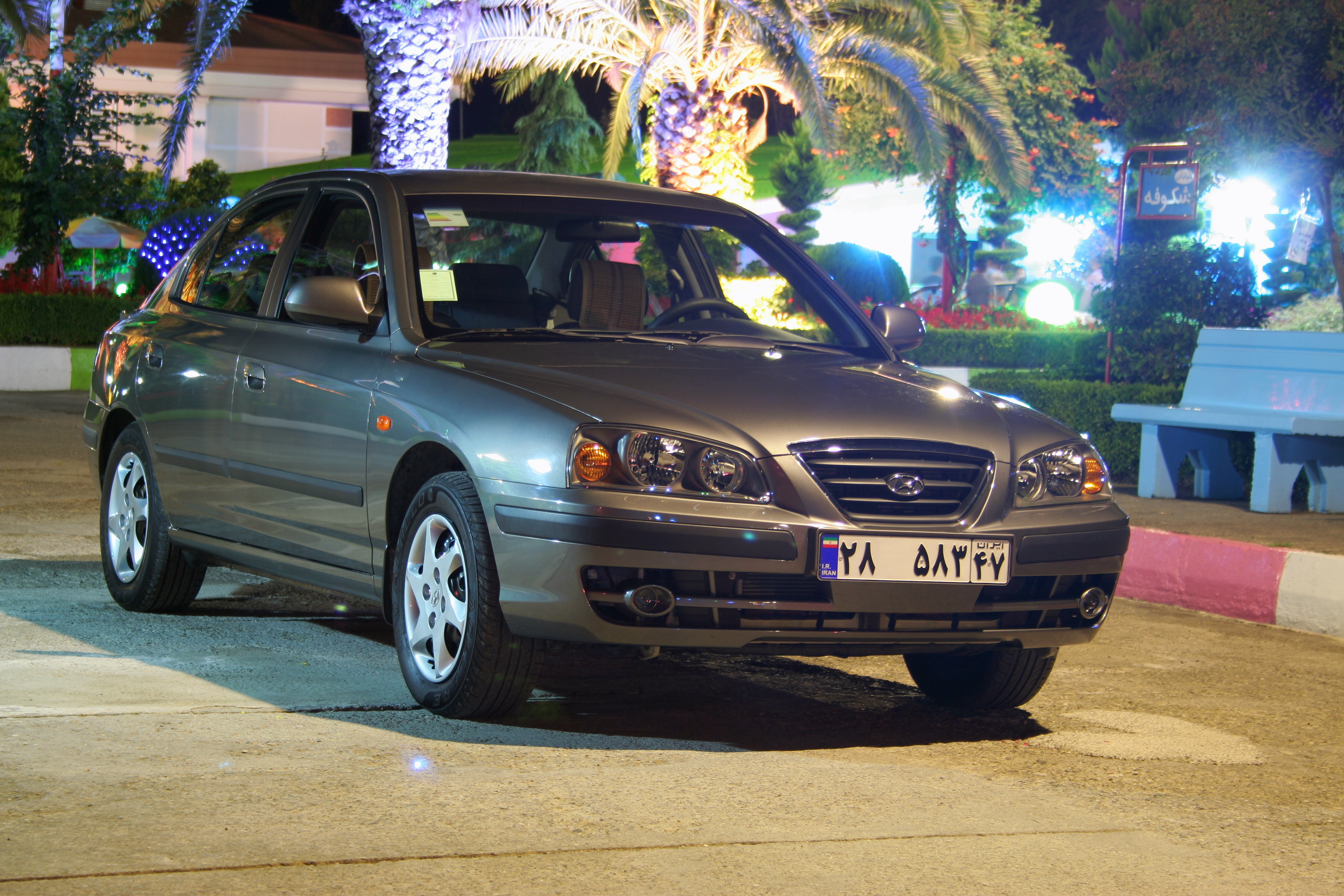
هیوندای آوانته مونتاژ خودروسازان راین
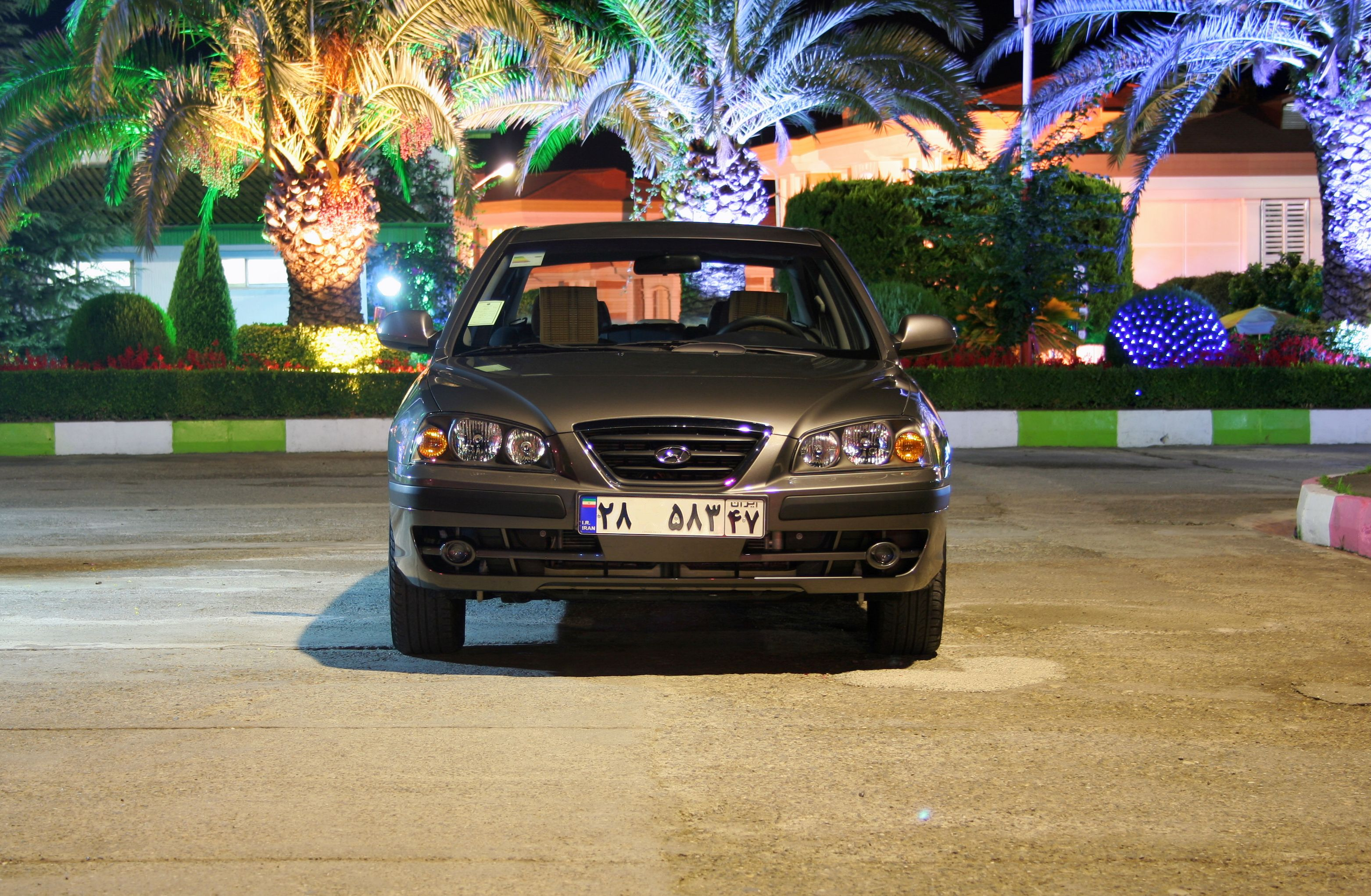
هیوندای آوانته مونتاژ خودروسازان راین
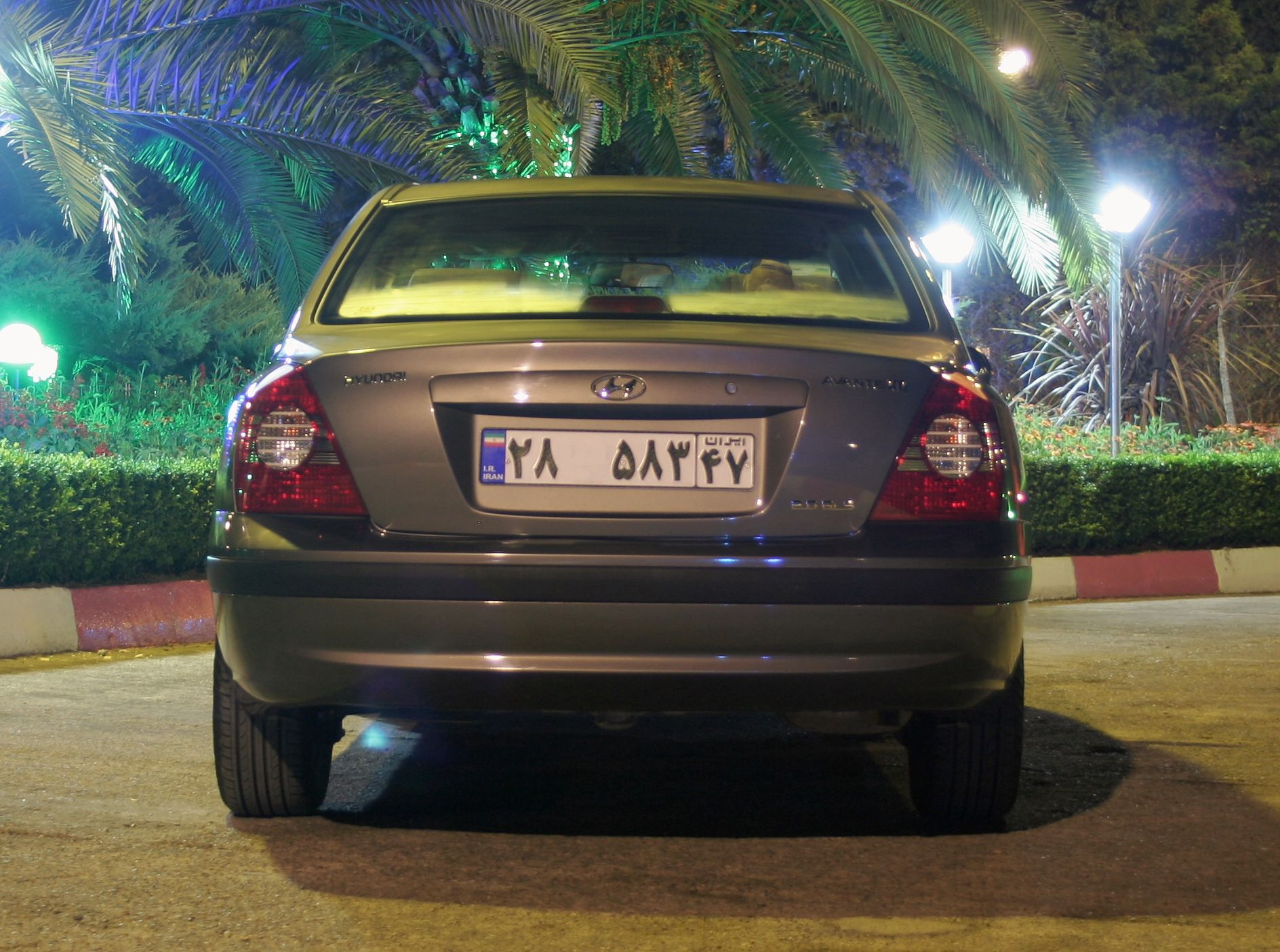
هیوندای آوانته مونتاژ خودروسازان راین

### نمای داخلی
هماهنگی خاصی بین نمای داخلی و خارجی این خودرو برقرار است و عنصر سادگی و پرهیز از شلوغی در جلو داشبورد کاملاً مدنظر طراح بوده است. در واقع داخل و خارج آوانته نمایشگر یک خودروی خانوادگی و نه اسپرت است.
صندلی‌ها با روکش پارچه‌ای برای سفرهای طولانی مدت طراحی شده‌اند. فضای پای سرنشینان عقب، در این کلاس خودرویی نسبتاً مناسب است و سرنشین وضعیت ارگونومی ادوات روی داشبود مورد قبول است. دریچه‌های تهویه برای قسمت عقب در زیر صندلی‌های جلو نصب شده‌اند. از دیگر امکانات کابین می‌توان به تورهای نگهدارنده پشت صندلی‌ها، کنسول جلو و عقب، جالیوانی دو عدد در جلو و دو عدد در عقب، گیره آویز.

### موتور و سیستم انتقال قدرت
آوانته مونتاژ شده در ایران دارای موتور نسل دوم بتا با حجم ۱۹۷۵ سی‌سی، دو میل سوپاپ و ۱۶ سوپاپ است. موتوری که با تغییراتی اندک بر روی مدل آی ۳۰ قرار دارد. قدرت موتور ۱۴۳ اسب بخار و گشتاور تولیدی آن ۱۸۶ نیوتون متر است. دو نوع گیربکس دستی ۵ سرعته و اتوماتیک ۴ سرعته برای آن قابل سفارش است که به‌جز گیربکس فرق دیگری با هم ندارند. آوانته می‌تواند در مدل دستی طی ۹٫۱ و در مدل اتوماتیک طی ۱۰٫۳ ثانیه به ۹۶ کیلومتر بر ساعت برسد.
نسخه اتوماتیک به دلیل تعداد کم دنده‌ها (۴ سرعت) شتاب و کشش ضعیف‌تری از مدل دنده دستی دارد.
| ۲۰۰۰–۲۰۰۳ | ۲۰۰۰–۲۰۰۳ | ۲۰۰۰–۲۰۰۳ | ۲۰۰۰–۲۰۰۳                                                         | ۲۰۰۰–۲۰۰۳                                                 | ۲۰۰۰–۲۰۰۳                                 | ۲۰۰۰–۲۰۰۳                              |
| مدل       | موتور     | حجم       | قدرت                                                              | گشتاور                                                    | ۰–۱۰۰ کیلومتر بر ساعت (۰–۶۲ مایل بر ساعت) | حداکثر سرعت                            |
| --------- | --------- | --------- | ----------------------------------------------------------------- | --------------------------------------------------------- | ----------------------------------------- | -------------------------------------- |
| 1.6L DOHC | I4 16V    | ۱۵۹۹ سی‌سی | ۷۹ کیلووات (۱۰۷ اسب بخار متری؛ ۱۰۶ اسب بخار) @ ۵۸۰۰ دور در دقیقه  | ۱۴۳ نیوتن متر (۱۰۵ پوند نیرو-فوت) @ ۳۰۰۰ دور در دقیقه     | ۱۱ ثانیه                                  | ۱۸۲ کیلومتر بر ساعت (۱۱۳ مایل بر ساعت) |
| 1.8L DOHC | I4 16V    | ۱۷۹۵ سی‌سی | ۹۴ کیلووات (۱۲۸ اسب بخار متری؛ ۱۲۶ اسب بخار) @ ۶۰۰۰ دور در دقیقه  | ۱۶۶ نیوتن متر (۱۲۲ پوند نیرو-فوت) @ ۵۰۰۰ دور در دقیقه     | ۹٫۷ ثانیه                                 | ۱۹۹ کیلومتر بر ساعت (۱۲۴ مایل بر ساعت) |
| 2.0L DOHC | I4 16V    | ۱۹۷۵ سی‌سی | ۱۰۰ کیلووات (۱۳۶ اسب بخار متری؛ ۱۳۴ اسب بخار) @ ۶۰۰۰ دور در دقیقه | ۱۸۱ نیوتن متر (۱۳۳ پوند نیرو-فوت) @ ۴۵۰۰ دور در دقیقه     | ۹٫۱ ثانیه                                 | ۲۰۶ کیلومتر بر ساعت (۱۲۸ مایل بر ساعت) |
| 2.0L CRDi | I4 16V    | ۱۹۹۱ سی‌سی | ۸۳ کیلووات (۱۱۳ اسب بخار متری؛ ۱۱۱ اسب بخار) @ ۴۰۰۰ دور در دقیقه  | ۲۳۵ نیوتن متر (۱۷۳ پوند نیرو-فوت) @ ۲۰۰۰ دور در دقیقه     | ۱۱٫۷ ثانیه                                | ۱۹۰ کیلومتر بر ساعت (۱۱۸ مایل بر ساعت) |
| ۲۰۰۴–۲۰۰۶ |           |           |                                                                   |                                                           |                                           |                                        |
| مدل       | موتور     | حجم       | قدرت                                                              | گشتاور                                                    | ۰–۱۰۰ کیلومتر بر ساعت (۰–۶۲ مایل بر ساعت) | حداکثر سرعت                            |
| 1.6L DOHC | I4 16V    | ۱۵۹۹ سی‌سی | ۷۷ کیلووات (۱۰۵ اسب بخار متری؛ ۱۰۳ اسب بخار) @ ۶۰۰۰ دور در دقیقه  | ۱۴۳ نیوتن متر (۱۰۵ پوند نیرو-فوت) @ ۴۵۰۰ دور در دقیقه     | ۱۱ ثانیه                                  | ۱۸۲ کیلومتر بر ساعت (۱۱۳ مایل بر ساعت) |
| 1.8L DOHC | I4 16V    | ۱۷۹۵ سی‌سی | ۹۷ کیلووات (۱۳۲ اسب بخار متری؛ ۱۳۰ اسب بخار) @ ۶۰۰۰ دور در دقیقه  | ۱۶۲ نیوتن متر (۱۱۹ پوند نیرو-فوت) @ ۴۵۰۰ دور در دقیقه     | ۱۰٫۲ ثانیه                                | ۱۹۵ کیلومتر بر ساعت (۱۲۱ مایل بر ساعت) |
| 2.0L DOHC | I4 16V    | ۱۹۷۵ سی‌سی | ۱۰۳ کیلووات (۱۴۰ اسب بخار متری؛ ۱۳۸ اسب بخار) @ ۶۰۰۰ دور در دقیقه | ۱۸۵ نیوتن متر (۱۳۶ پوند نیرو-فوت) @ ۴۵۰۰ دور در دقیقه     | ۱۰٫۴ ثانیه (۹٫۱ ثانیه در مدل دستی)        | ۲۰۸ کیلومتر بر ساعت (۱۲۹ مایل بر ساعت) |
| 2.0L CRDi | I4 16V    | ۱۹۹۱ سی‌سی | ۸۳ کیلووات (۱۱۳ اسب بخار متری؛ ۱۱۱ اسب بخار) @ ۴۰۰۰ دور در دقیقه  | ۲۳۵ نیوتن متر (۱۷۳ پوند نیرو-فوت) @ ۲۰۰۰ دور در دقیقه rpm | ۱۱٫۶ ثانیه                                | ۱۹۰ کیلومتر بر ساعت (۱۱۸ مایل بر ساعت) |

### ایمنی
الانترا مجهز به ترمز ضد قفل (ABS) و EBD برای هر چهارچرخ است (دیسکی تهویه شونده در جلو و دیسکی در عقب). دو عدد کیسه هوا برای سرنشینان جلو علاوه بر کمربندهای ایمنی پیش کشنده می‌باشد. الانترا توانسته ۴ ستاره ایمنی از ۵ ستاره از مؤسسه یورو ان‌سی‌ای‌پی را کسب کند.

## نسل ششم (ای‌دی؛ ۲۰۱۵)
نسل جدید هیوندای الانترا در نمایشگاه اتومبیل لس آنجلس در ۲۰۱۵/۱۱/۱۸ رونمایی شد. طراحی الانترای جدید چهره‌ای مابین هیوندای جنسیس کوپه و سوناتا دارد ولی از نظر فضای داخلی و تکنولوژی‌های بکار رفته در آن بسیار پیشرفته تر می‌باشد. قیمت پایه این خودرو برای مدل SE در حدود ۱۷٫۲۵۰ دلار و در مدل فول آپشن این خودرو ۲۱٫۷۰۰ دلار مشخص شده است. زمان ورود این خودرو به بازار زمستان ۲۰۱۶ اعلام شده. این خودرو با پیشرانه‌ای ۲ لیتری طراحی و تولید می‌شود. این خودرو که دقیقاً ۱۹۹۹ سی‌سی حجم موتور آن است، ۱۴۷ اسب بخار در مدل سدان معمولی و ۱۶۱ اسب بخار در مدل GT هاچبک قدرت ایجاد می‌کند. در مدل اسپورت از این خودرو، یک موتور ۱/۶ لیتری توربوشارژ موجود است که ۲۰۱ اسب بخار تولید می کند و گشتاور آن ۱۹۶ است. این خودرو حداکثر ۲۰۰ کیلومتر بر ساعت سرعت را می‌پیماید و با استاندارد آلایندگی یورو ۴، مصرف سوخت متوسط ۷٫۱ را اثبات کرده است.